# Sesto Vettuleno Civica Ceriale
Sesto Vettuleno Civica Ceriale (in latino Sextus Vettulenus Civica Cerialis; fl. II secolo) è stato un politico romano, console nel 106.

## Biografia

### Origini famigliari ed adolescenza
Il nome Ceriale è di origine sabina, e la sua famiglia sarebbe originaria di Rieti, capitale dei territori sabini a nord-est di Roma. È il figlio di Sesto Vettuleno Ceriale, noto come capo militare romano durante la prima guerra giudaica-romana, governatore della Giudea nel 70 - 71, console suffetto nel 72 - 73, governatore della Mesia alla fine degli anni 70 e infine proconsole in Africa. Suo zio è Caius Vettulenus Civica Cerialis, probabilmente console suffetto nel 75, governatore di Mesia dopo Sesto dal 78 / 79 al 82, e proconsole di Asia nel 87 / 88, l'anno della sua esecuzione voluta da Domiziano dopo il suo fallimento contro la rivolta di un falso Nerone.

### Carriera politica
Fu console nel 106, al fianco di Lucio Ceionio Commodo, sotto Traiano. Non si sa nient'altro della sua carriera.

## Discendenza
È forse il terzo marito di Plauzia, divorziata o vedova di Lucio Ceionio Commodo e poi vedova di Gaio Avidio Nigrino, giustiziato nel 118. Plautia è la madre di Lucio Elio Cesare, nato dal suo primo matrimonio. Forse da Sesto, ha per figlio Marco Vettuleno Civica Barbaro, console nel 157.
Da un primo matrimonio, può avere avuto come figlio Sesto Vettuleno Civica Pompeiano, che diventerà console nel 136.